# Paul J. Burke
Paul Joseph Burke (* 2. August 1972 in Wyncote, Pennsylvania) ist ein gebürtiger US-amerikanischer Basketballtrainer und ehemaliger -spieler. Nach dem Studium in seinem Heimatland kam Burke als professioneller Spieler nach Europa, wo er zunächst in den höchsten Spielklassen Schwedens und in Großbritannien agierte. Nach der Heirat mit einer Schwedin bekam er 2000 die schwedische Staatsbürgerschaft und spielte infolge der Bosman-Entscheidung auch in Deutschland, Italien und Spanien. Mit den Telekom Baskets aus Bonn wurde er 2001 deutscher Vizemeister und gewann 2004 mit dem Mitteldeutschen BC die FIBA EuroCup Challenge. 2006 kehrte er in seine zweite Heimat Schweden zurück und wurde Trainer bei den Norrköping Dolphins.

## Karriere
Burke ging 1991 von der „Prep School“ (deutsch Vorbereitungsschule) „Chestnut Hill Academy“ an die La Salle University, die ebenfalls in Philadelphia liegt. Dort spielte er für die Hochschulmannschaft Explorers in der NCAA, die er ab dem dritten Jahr auch als Mannschaftskapitän anführte. 1992 gewannen die Explorers das Meisterschaftsturnier der Metro Atlantic Athletic Conference (MAAC) und schieden anschließend in der ersten Runde der landesweiten NCAA-Endrunde gegen die favorisierten Pirates der Seton Hall University aus. Die folgenden drei Jahre spielte man in der später als Horizon League bekannten Midwestern Collegiate Conference, in der man jedoch keine Meisterschaften oder landesweite Endrundenteilnahmen erreichen konnte. Bis 2010 rangierte Burke mit seinen Leistungen in der ewigen Bestenliste La Salles als der drittbeste Vorlagengeber und viertbeste Balldieb.
Nachdem Burke in der NBA Draft nicht ausgewählt worden war, wurde er 1995 von Bill Magarity, der ebenfalls in Philadelphia zur Schule gegangen war, nach Schweden zu den Dolphins aus Norrköping geholt, wo der in Schweden eingebürgerte Magarity sein erstes Traineramt übernommen hatte. Magarity verließ jedoch den Verein und arbeitete die nächsten vier Jahre als Trainer in Deutschland, während Burke 1996 für eine Spielzeit zum Skåne BBK nach Malmö wechselte. Im November 1998 absolvierte er auch einzelne Spiele in der British Basketball League für die Greater London Leopards. In der Saison 1999/2000 standen sich Burke als Spieler bei den Dolphins und Magarity als Trainer des Meisters Plannja Basket Lulea in der Svenska Basketligan gegenüber. Während Plannja Basket den Meisterschaftstitel verteidigen konnte, wurde Burke als bester Spieler der Saison in der schwedischen Liga ausgezeichnet. Nach Heirat mit einer Schwedin erhielt Burke nun auch die Einbürgerung, was ihm infolge der Bosman-Entscheidung die Möglichkeit eröffnete, auch in spielstärkeren und höher dotierten europäischen Ligen lukrative Verträge zu unterschreiben, die ihm zuvor als US-Amerikaner wegen der Einsatzbeschränkungen verwehrt geblieben waren.
Zur Bundesliga-Saison 2000/01 wurde Burke von den Telekom Baskets Bonn verpflichtet, die am Ende der Spielzeit zum dritten Mal in fünf Jahren die Finalserie der Meisterschafts-Play-offs erreichten, jedoch erneut gegen den damaligen Serienmeister Alba Berlin verloren. Daraufhin versuchte man, mit einem Trainerwechsel neue Impulse zu setzen, doch in der folgenden Spielzeit 2001/02 schied man bereits in der Halbfinalserie gegen den neuen rheinischen Rivalen RheinEnergy Cologne aus, der als potenter Aufsteiger unter dem ehemaligen Nationaltrainer und Berliner Meistertrainer Svetislav Pešić die Liga aufmischte. Für die Spielzeit 2002/03 unterschrieb Burke schließlich einen Vertrag in der italienischen Lega Basket Serie A beim Verein Snaidero aus Udine, den er jedoch bereits Ende Februar 2003 verließ und in die spanische Liga ACB zu Lucentum aus Alicante wechselte, wo er seinen US-amerikanischen Landsmann Chris Corchiani ersetzte, der vorher einmal beim TSV Bayer 04 Leverkusen im Rheinland gespielt hatte. Der Erstliga-Rückkehrer aus Alicante erreichte als Aufsteiger erstmals knapp die Meisterschafts-Play-offs, in denen man in der ersten Runde gegen den späteren Titelgewinner FC Barcelona ausschied. Anschließend nahm Burke mit der schwedischen Nationalmannschaft an der Europameisterschaft 2003 teil, für die man als Gastgeber automatisch qualifiziert gewesen war. Jedoch schied Schweden sieglos nach der Vorrunde aus.
Für die Bundesliga-Spielzeit 2003/04 wurde Burke vom Finnen Henrik Dettmann zum Mitteldeutschen BC nach Weißenfels geholt, den dieser als ehemaliger deutscher Bundestrainer übernommen hatte. Doch die Weißenfelser hatten sich bei der Verpflichtung namhafter Spieler wie Wendell Alexis, Stephen Arigbabu und Misan Nikagbatse finanziell übernommen und mussten während der Saison einen Insolvenzantrag stellen, weshalb sie nach Lizenzentzug als Absteiger feststanden. Zuvor gewannen sie bei ihrer zweiten Austragung die FIBA EuroCup Challenge jedoch den vierten und relativ unbedeutenden europäischen Vereinswettbewerb, der insgesamt nur viermal ausgetragen wurde. Beim Final-Four-Turnier in Izmir gewann im Finale gegen JDA Dijon. Gleichwohl war dies nach dem Gewinn des Korać-Cup 1995 durch Alba Berlin erst der zweite Titelgewinn einer deutschen Vereinsmannschaft in einem europäischen Wettbewerb. Nach dem Saisonende wechselte Burke zum bisherigen Ligakonkurrenten EWE Baskets Oldenburg. Mit dieser Mannschaft erreichte er noch zweimal die Meisterschafts-Play-offs, in denen man jeweils bereits in der ersten Runde ausschied. 2006 kehrte Burke in seine zweite Heimat Norrköping in Schweden zurück, wo er zunächst als Trainerassistent der ersten Herrenmannschaft arbeitete, aber bis 2009 immer noch einzelne Einsätze als Spieler in der höchsten Spielklasse absolvierte.
Bereits in der Saison 2008/09 agierte Burke als Cheftrainer der ersten Herrenmannschaft der Norrköping Dolphins, war aber dann in den folgenden beiden Jahren Trainer der Damenmannschaft des Vereins in der „Dambasketligan“. In der Saison 2011/12 übernahm Burke dann erneut den Posten des Cheftrainers der ersten Herrenmannschaft. Er führte die Mannschaft 2012 zum Gewinn der schwedischen Meisterschaft. Burke hatte das Amt in Norrköping bis 2014 inne. Ab 2014 war er in Norrköpings Jugendarbeit tätig. 2024 wechselte Burke als Trainer ans schwedische Basketballgymnasium.